# Howard Jackson
Pour les articles homonymes, voir Howard et Jackson.
Howard Jackson est un compositeur américain né le 8 février 1900 à Saint Augustine (Floride) où il est mort le 4 août 1966. Il a consacré l'essentiel de sa carrière au cinéma.

## Filmographie

### Années 1920
- 1929 : La Vie en rose (Sunnyside Up) de David Butler
- 1929 : Hearts in Dixie
- 1929 : Broadway
- 1929 : Gabbo le ventriloque (The Great Gabbo) de James Cruze

### Années 1930
- 1930 : Young Eagles
- 1930 : The Devil's Holiday
- 1930 : True to the Navy
- 1930 : The Social Lion
- 1930 : L'Ennemi silencieux (The Silent Enemy) de Harry P. Carver
- 1930 : The Virtuous Sin
- 1931 : L'Ange de la nuit
- 1931 : Le Petit Café
- 1931 : Le Rebelle
- 1931 : Die Nacht der Entscheidung
- 1933 : Man of Action
- 1933 : Goldie Gets Along
- 1933 : Le Signal (Central Airport) de William A. Wellman
- 1933 : Supernatural
- 1933 : Monsieur Bébé (A Bedtime Story) de Norman Taurog
- 1933 : Man Hunt
- 1933 : International House de A. Edward Sutherland
- 1933 : Jennie Gerhardt
- 1933 : The Midnight Club
- 1933 : La Loi de Lynch
- 1933 : Grande Dame d'un jour (Lady for a Day)
- 1933 : Les femmes ont besoin d'amour (Ladies Must Love) d'Ewald André Dupont
- 1933 : Je ne suis pas un ange (I'm No Angel)
- 1933 : Big Executive
- 1933 : Goodbye Love
- 1933 : Girl Without a Room
- 1933 : Hold Your Temper
- 1933 : Hell and High Water
- 1934 : Beloved
- 1934 : New York-Miami (It Happened One Night)
- 1934 : Fascination (Glamour) de William Wyler
- 1934 : Tu seras star à Hollywood
- 1934 : Good Time Henry
- 1934 : Thirty Day Princess (en)
- 1934 : Let's Talk It Over
- 1934 : I Give My Love
- 1934 : Blind Date
- 1934 : The Human Side
- 1934 : Ce n'est pas un péché (Belle of the Nineties)
- 1934 : Men in Black
- 1934 : Perfectly Mismated
- 1934 : La Course de Broadway Bill (Broadway Bill)
- 1934 : Jealousy (en)
- 1934 : One Hour Late
- 1934 : Henry's Social Splash
- 1935 : Hollywood Trouble
- 1935 : Keystone Hotel (en)
- 1935 : The Best Man Wins
- 1935 : New York-Miami (It Happened in New York)
- 1935 : A Notorious Gentleman
- 1935 : Eight Bells
- 1935 : Black Fury
- 1935 : Dizzy Dames
- 1935 : After the Dance
- 1935 : Springtime in Holland
- 1935 : Manhattan Moon
- 1935 : Personal Maid's Secret
- 1935 : The Old Homestead (en) de  William Nigh
- 1935 : Gosse de riche (She Couldn't Take It)
- 1935 : A Feather in Her Hat
- 1935 : Moonlight on the Prairie
- 1935 : The Calling of Dan Matthews
- 1935 : La Veuve de Monte-Carlo (The Widow from Monte Carlo) d'Arthur Greville Collins
- 1935 : L'Intruse (Dangerous)
- 1935 : The Lone Wolf Returns de Roy William Neill
- 1936 : You May Be Next
- 1936 : Hell-Ship Morgan (en)
- 1936 : Song of the Saddle
- 1936 : L'Extravagant Mr. Deeds (Mr. Deeds Goes to Town)
- 1936 : Devil's Squadron
- 1936 : Treachery Rides the Range
- 1936 : Sa Majesté est de sortie (The King Steps Out) de Josef von Sternberg
- 1936 : And So They Were Married
- 1936 : Counterfeit (en)
- 1936 : Meet Nero Wolfe
- 1936 : Earthworm Tractors
- 1936 : Bengal Tiger
- 1936 : Love Begins at Twenty
- 1936 : Sur la piste de l'Ouest (en) (Trailin' West) de Noel M. Smith
- 1936 : They Met in a Taxi
- 1936 : Down the Stretch
- 1936 : La musique vient par ici (The Music Goes 'Round) de Victor Schertzinger
- 1936 : The Man Who Lived Twice (it)
- 1936 : Isle of Fury
- 1936 : Rose Bowl
- 1936 : Polo Joe
- 1936 : Come Closer, Folks
- 1936 : California Mail (en) de Noel M. Smith
- 1936 : La Chanson à deux sous (Pennies from Heaven) de Norman Z. McLeod
- 1936 : Three Men on a Horse
- 1936 : Fugitive in the Sky
- 1936 : Conflit de David Howard
- 1936 : King of Hockey
- 1936 : Deux Enfants terribles (And So They Were Married) d'Elliott Nugent
- 1937 : A Day at Santa Anita
- 1937 : Smart Blonde de Frank McDonald
- 1937 : La Légion noire (Black Legion)
- 1937 : Her Husband's Secretary
- 1937 : Penrod and Sam
- 1937 : The Romance of Louisiana
- 1937 : Land Beyond the Law (en) de B. Reeves Eason
- 1937 : Men in Exile
- 1937 : That Man's Here Again
- 1937 : Les conquérants de l'Ouest (en) (The Cherokee Strip) de Noel M. Smith
- 1937 : Voleurs d'or (en) (Blazing Sixes) de Noel M. Smith
- 1937 : Fly Away Baby
- 1937 : Crime au Far West (en) (Empty Holsters) de B. Reeves Eason
- 1937 : Public Wedding
- 1937 : Talent Scout
- 1937 : The Devil's Saddle Legion
- 1937 : Wine, Women and Horses
- 1937 : Prairie Thunder
- 1937 : The Footloose Heiress
- 1937 : Love Takes Flight
- 1937 : The Adventurous Blonde
- 1938 : Crashing Through Danger
- 1938 : Penrod and His Twin Brother
- 1938 : Blondes at Work
- 1938 : Daredevil Drivers
- 1938 : A Slight Case of Murder
- 1938 : Love, Honor and Behave
- 1938 : He Couldn't Say No
- 1938 : Accidents Will Happen
- 1938 : Torchy Blane in Panama
- 1938 : The Beloved Brat
- 1938 : Mystery House
- 1938 : Little Miss Thoroughbred
- 1938 : My Bill
- 1938 : Sons of the Plains
- 1938 : Penrod's Double Trouble
- 1938 : Girls on Probation
- 1938 : Torchy Gets Her Man
- 1938 : The Declaration of Independence
- 1938 : Le Vantard (Boy Meets Girl) de Lloyd Bacon
- 1939 : Devil's Island
- 1939 : The Adventures of Jane Arden
- 1939 : The Man Who Dared de Crane Wilbur
- 1939 : Victoire sur la nuit (Dark Victory)
- 1939 : Torchy Runs for Mayor
- 1939 : Sweepstakes Winner
- 1939 : Cowboy Quarterback
- 1939 : Torchy Blane.. Playing with Dynamite
- 1939 : Everybody's Hobby
- 1939 : Pride of the Blue Grass
- 1939 : The Monroe Doctrine
- 1939 : On Dress Parade
- 1939 : Kid Nightingale

### Années 1940
- 1940 : Brother Rat and a Baby
- 1940 : Wild Boar Hunt
- 1940 : Granny Get Your Gun
- 1940 : Rendez-vous à minuit (It All Came True)
- 1940 : An Angel from Texas
- 1940 : A Fugitive from Justice
- 1940 : Le docteur se marie (The Doctor Takes a Wife)
- 1940 : Ladies Must Live
- 1940 : Gambling on the High Seas (en) de George Amy
- 1940 : River's End
- 1940 : Famous Movie Dogs
- 1940 : Flowing Gold (en)
- 1940 : Calling All Husbands
- 1940 : East of the River
- 1940 : She Couldn't Say No
- 1941 : Father's Son
- 1941 : The Great Mr. Nobody (en)
- 1941 : Here Comes Happiness
- 1941 : Knockout
- 1941 : A Shot in the Dark
- 1941 : Strange Alibi
- 1941 : L'Amour et la Bête (The Wagons Roll at Night) de Ray Enright
- 1941 : Million Dollar Baby
- 1941 : Bad Men of Missouri (it)
- 1941 : Three Sons o' Guns
- 1941 : Law of the Tropics (en)
- 1941 : The Tanks Are Coming
- 1941 : Jimmy s'en va-t-en guerre (You're in the Army Now) de Lewis Seiler
- 1941 : At the Stroke of Twelve
- 1941 : The Body Disappears
- 1942 : Wild Bill Hickok Rides (en)
- 1942 : Bullet Scars
- 1942 : Lady Gangster
- 1942 : I Was Framed
- 1942 : Murder in the Big House
- 1942 : Larceny, Inc.
- 1942 : Spy Ship
- 1942 : March On, America!
- 1942 : Escape from Crime
- 1942 : Busses Roar
- 1942 : Secret Enemies
- 1942 : Beyond the Line of Duty
- 1943 : La Bataille d'Angleterre (The Battle of Britain)
- 1943 : On Your Own
- 1943 : Truck Busters
- 1943 : The Mysterious Doctor
- 1943 : Murder on the Waterfront
- 1943 : Du sang sur la neige (Northern Pursuit)
- 1944 : With the Marines at Tarawa
- 1944 : The Negro Soldier
- 1944 : It's Your War Too
- 1944 : Révolte dans la vallée (Roaring Guns)
- 1945 : Cuba Calling
- 1945 : Frontier Days
- 1945 : Club Havana
- 1945 : How Doooo You Do!!!
- 1949 : Les Travailleurs du chapeau (It's a Great Feeling)

### Années 1950
- 1950 : Fifty Years Before Your Eyes
- 1950 : Charlie McCarthy and Mortimer Snerd in Sweden
- 1950 : Trafic en haute mer (The Breaking Point)
- 1950 : Les Cadets de West Point (The West Point Story)
- 1951 : Painting the Clouds with Sunshine
- 1951 : La Ronde des étoiles (Starlift) de Roy Del Ruth
- 1952 : Cruise of the Zaca
- 1952 : Le Lion et le cheval (The Lion and the Horse)
- 1952 : Orange Blossoms for Violet
- 1952 : Place au Cinérama (This Is Cinerama)
- 1953 : La Blonde du Far-West (Calamity Jane)
- 1953 : Les Révoltés de la Claire-Louise (Appointment in Honduras) (compositeur associé)
- 1954 : Quatre étranges cavaliers (Silver Lode) d'Allan Dwan
- 1954 : Le Maître du monde (Tobor the Great)
- 1954 : Tornade (Passion)
- 1955 : The Days of Our Years
- 1955 : À l'ombre des potences (Run for Cover), de Nicholas Ray
- 1956 : Time Stood Still
- 1956 : The Search for Bridey Murphy
- 1956 : The Amazon Trader
- 1957 : Deep Adventure
- 1957 : Jeanne Eagels
- 1958 : Manhunt in the Jungle
- 1958 : Cri de terreur (Cry Terror!)
- 1958 : Lawman (série télévisée)
- 1958 : Le Témoin dangereux (en) (Girl on the Run) de Richard L. Bare
- 1958 : 77 Sunset Strip (série télévisée)
- 1959 : Rawhide (Rawhide) (série télévisée)
- 1959 : The Miracle of the Hills
- 1959 : The Alaskans (série télévisée)
- 1959 : Bourbon Street Beat (série télévisée)
- 1959 : Le Géant du Grand Nord (Yellowstone Kelly)

### Années 1960
- 1960 : La Chute d'un caïd (The Rise and Fall of Legs Diamond)
- 1960 : Le Sergent noir (Sergeant Rutledge)
- 1960 : Le Monde perdu (The Lost World)
- 1960 : Cage of Evil
- 1960 : Surfside 6 (en) (série télévisée)
- 1960 : The Roaring 20's (série télévisée)
- 1960 : Five Guns to Tombstone
- 1961 : The Sins of Rachel Cade
- 1961 : Le Trésor des sept collines (Gold of the Seven Saints)
- 1961 : Claudelle Inglish
- 1962 : The Commies Are Coming, the Commies Are Coming
- 1962 : Les Maraudeurs attaquent (Merrill's Marauders)
- 1962 : House of Women
- 1962 : La Bagarre de la dernière chance (Black Gold) de Leslie H. Martinson
- 1962 : The Gallant Men (série télévisée)
- 1963 : FBI Code 98 (en)
- 1963 : Philbert (Three's a Crowd)
- 1963 : Patrouilleur 109 (PT 109)